# 수기신호

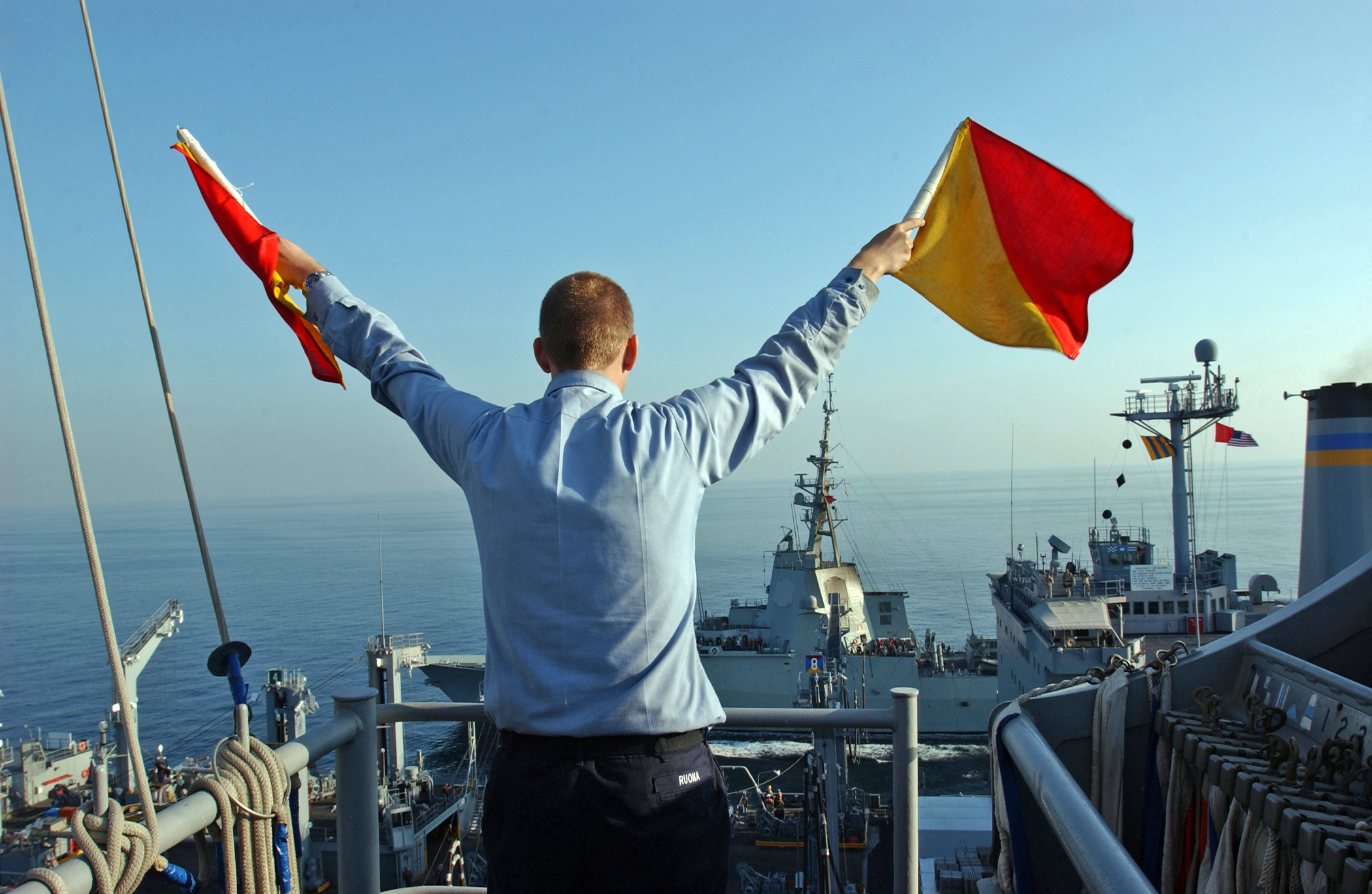
진행 중인 보충 훈련 중 수기신호를 사용하여 문자 'U' 신호를 보내는 미국 해군 승무원(2005년)

수기신호(flag semaphore)는 휴대용 기, 막대, 디스크, 패들, 때로는 맨손이나 장갑을 낀 손을 이용하여 정보를 전달하는 수기 시스템이다. 정보는 기의 위치에 따라 인코딩된다. 깃발이 고정된 위치에 있을 때 읽혀진다. 수기는 19세기 해양 세계에서 채택되어 널리 사용되었다(시각전신의 기계식 암을 대체하는 휴대용 기 포함). 해상에서 보충이 진행되는 동안에도 여전히 사용되며 낮에는 비상 통신을 하거나 밤에는 깃발 대신 조명이 켜진 지팡이를 사용하는 데 사용할 수 있다.

## 같이 보기
- 회광통신기
- 국제 신호기
- 철도 신호
- 마샬러
- 시각전신
- 신호등 (광통신)
- 국제 신호기